# Lophoceros hemprichii
Lophoceros hemprichii е вид птица от семейство Носорогови птици (Bucerotidae).

## Разпространение
Видът е разпространен в Джибути, Еритрея, Етиопия, Кения, Сомалия, Судан, Уганда и Южен Судан.